# Spoorlijn Mont-sur-Meurthe - Bruyères
De Spoorlijn Mont-sur-Meurthe - Bruyères was een Franse spoorlijn van Mont-sur-Meurthe via Rambervillers naar Bruyères. De lijn was 54,6 km lang en heeft als lijnnummer 065 000.

## Geschiedenis
De spoorlijn werd door de Chemins de fer de l'Est in gedeeltes geopend. Van Mont-sur-Meurthe – Gerbéviller op 28 oktober 1882, van Rambervillers naar Bruyères op 10 oktober 1902 en het ontbrekende gedeelte tussen Gerbéviller en Rambervillers werd op 28 december 1911 voltooid.
In 1980 werd het personenvervoer opgeheven op de lijn, in 1988 ook het goederenvervoer. Sindsdien is de lijn gesloten en buiten gebruik.

## Aansluitingen
In de volgende plaatsen is of was er een aansluiting op de volgende spoorlijnen:
Mont-sur-Meurthe
RFN 070 000, spoorlijn tussen Noisy-le-Sec en Strasbourg-Ville
Rambervillers
lijn tussen Charmes en Rambervillers
Bruyères
RFN 062 000, spoorlijn tussen Arches en Saint-Dié-des-Vosges